# Chorvatské Záhoří

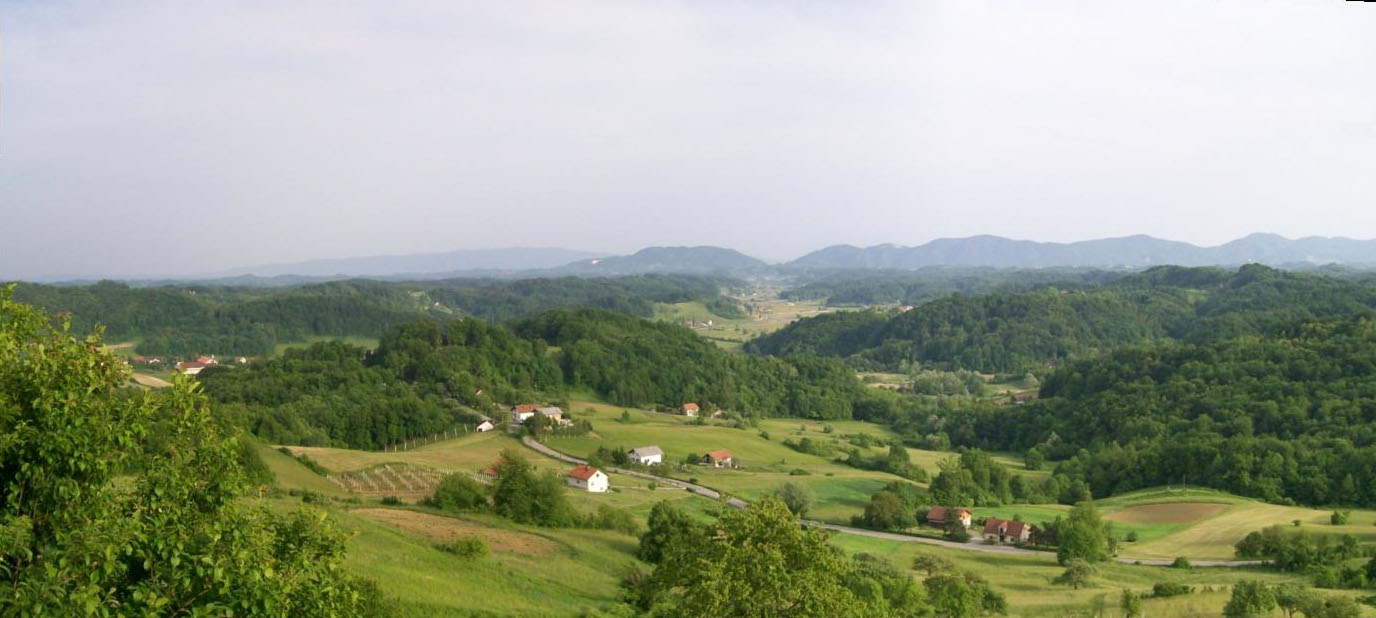
Krajina v oblasti chorvatského Záhoří, pohled z hradu Veliki Tabor.

Chorvatské Záhoří (chorvatsky Zagorje, či také Hrvatsko Zagorje) je oblast Chorvatska mezi Záhřebem, slovinskou hranicí, Mezimuřím a Podrávskem. Název Záhoří vychází z faktu, že se celá oblast nachází „za horou“ Medvednica, která představuje fyzickou severní hranici chorvatské metropole Záhřebu.
Místní obyvatelstvo hovoří kajkavským nářečím chorvatštiny, které se dělí na celou řadu dialektů a má blízko ke slovinskému jazyku.

## Historie

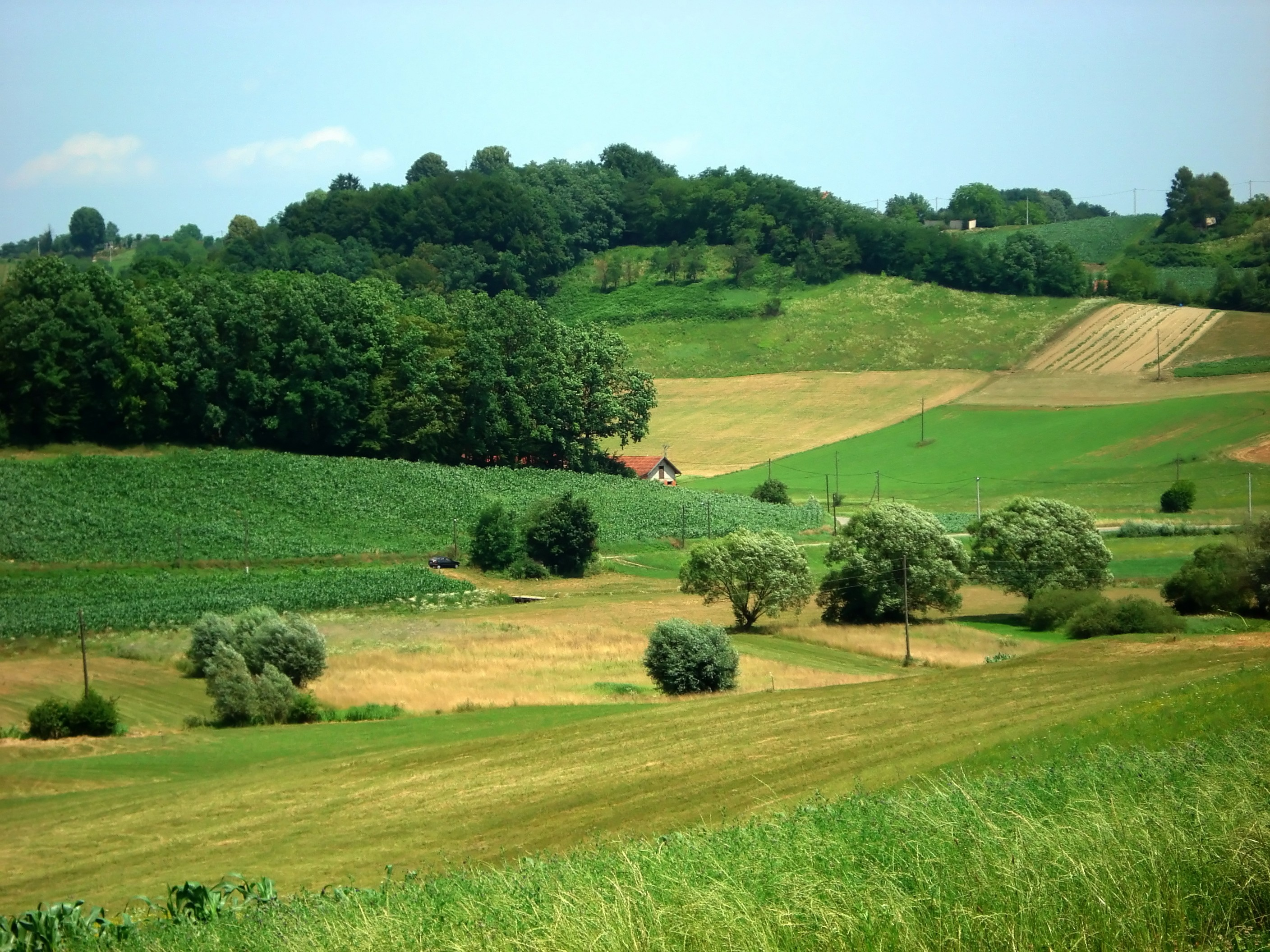
Krajina v chorvatském Záhoří je zemědělsky intenzivně využívána

V 16. století se do oblasti Záhoří stěhovalo obyvatelstvo, které prchalo před střety válek s Turky. Ty zachvátily většinu území dnešního Chorvatska a jediné Záhoří bylo dostatečně daleko od míst bojů. Kromě sedláků a prostého lidu se do této oblasti přestěhovala také šlechta, která zde dala vybudovat řadu svých sídel - hradů a zámků. Postupem času vznikly rozestrkané a řídce osídlené vesnice. Války s Turky byly finančně nesmírně náročné, což znamenalo vysokou povinnost odvodů vůči místnímu obyvatelstvu, které se bouřilo. Selské bouře byly v této oblasti časté a nejznámější z nich, kterou vedl Matija Gubec, byla dokonce předmětem historického románu spisovatele Augusta Šenoy.
V druhé polovině 19. století se díky rozvoji průmyslu intenzivně rozvíjela ta sídla, která se nacházela v nejníže položených oblastech, v okolí řek. Dobře se dařilo textilnímu průmyslu. V roce 1886 byla zprovozněna železnice Zaprešić–Varaždin, údolím řeky Krapiny. Podobně, jako tomu však bylo v jiných oblastech dnešního Chorvatska na přelomu 19. a 20. století, i v Záhoří se projevil faktor přelidnění zemědělských oblastí. Bylo stále těžší se uživit, což vedlo k silnému vystěhovalectví z oblasti. Záhořané se tak stěhovali do Záhřebu, střední Slavonie, ale také i do zahraničí.[zdroj?] V 60. letech 20. století došlo v oblasti k útlumu těžby, což zvýšilo míru nezaměstnanosti v regionu. V současné době má Záhoří hustotu osídlení okolo 110 obyvatel/km².

## Krajinný ráz
Chorvatské Záhoří přestavuje mírně zvlněnou krajinu. Kromě Medvednice se v jeho centrální části nachází ještě vrchovina Ivančšica. Nejvyšší vrcholy obou formací však nepřekonávají 1100 m. Dvě menší pahorkatiny, které se v oblasti nacházejí, nesou název Maceljsko gorje a Kalničko gorje.
Území chorvatského Záhoří přetíná na dvě poloviny severo-jižním směrem řeka Krapina, v jejímž údolí je vedena kromě zmíněné železniční trati také i dálnice spojující Záhřeb a Maribor.

## Administrativní dělení
Chorvatské Záhoří je v současné době administrativně rozděleno na tři celky: Záhřebskou, Varaždinskou a Krapinsko-zagorskou župu. Jako region spíše kulturní nemá Záhoří definovány jasné hranice, a tak také není znám přesný počet jeho obyvatel. Odhaduje se nicméně, že v něm žije okolo 200 000 lidí.[zdroj?]

## Turistika

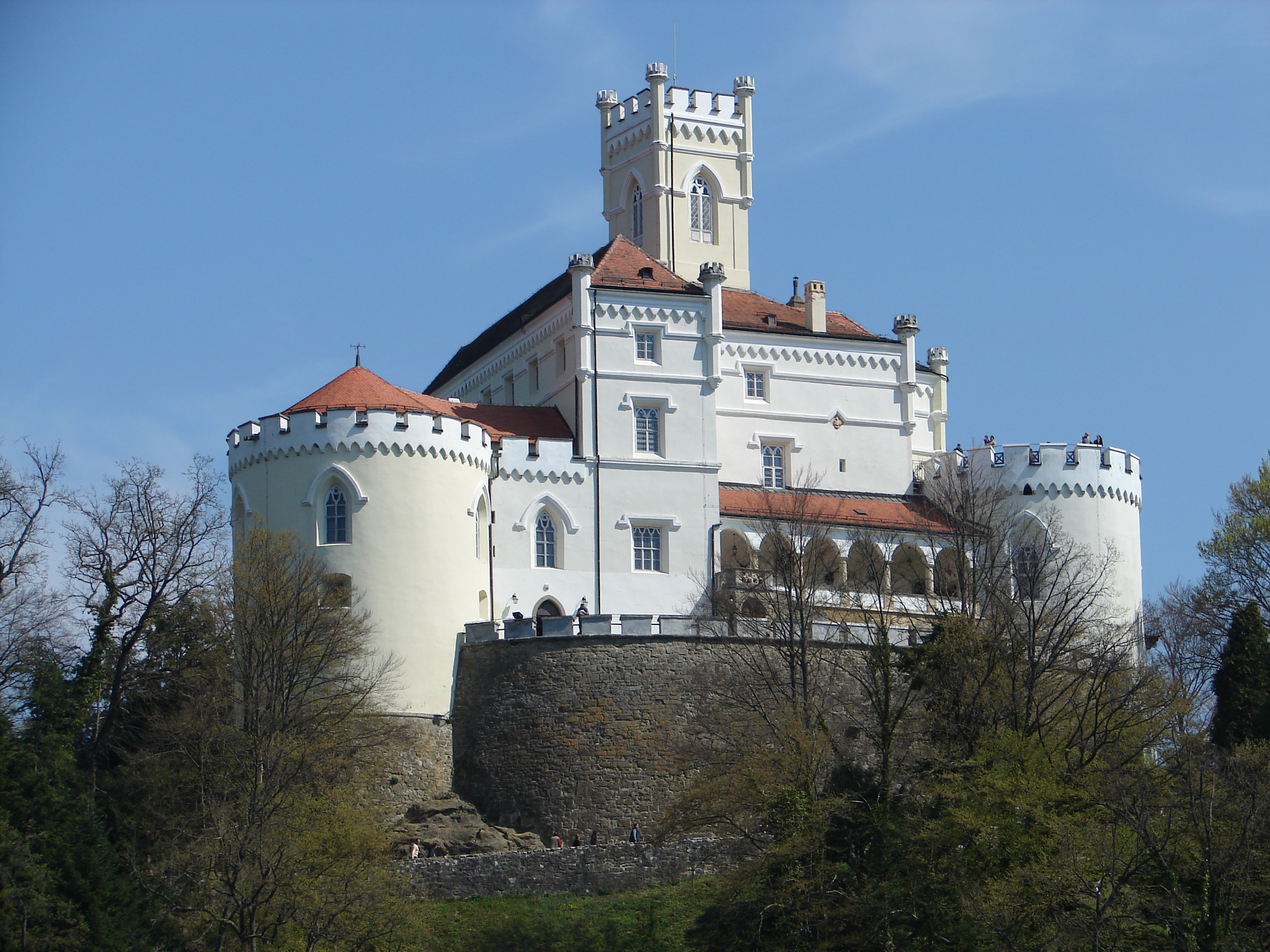
Nejznámějším turistickým objektem v regionu je hrad Trakošćan.

V současné době si chorvatské Záhoří zachovalo svůj rurální charakter. 4/5 záhořských sídel pod 500 obyvatel. Z hlediska turistického se na chorvatské Záhoří hledí jako na oblast se značným potenciálem. Jako jedna z mála regionů v Chorvatsku má výrazně středoevropský ráz; nacházejí se zde četné hrady a zámky. Mezi nejznámější hrady patří například Trakošćan či Veliki Tabor. Poslední zmíněný je zapsaný, spolu s historickým centrem Varaždinu, na listině památek UNESCO. Varaždinske, Stubičke, Tuheljske a Krapinske Toplice jsou navíc lázeňská sídla.

## Kultura
Z etnografického hlediska je záhořský region velmi bohatý.[zdroj?] V různých městech se nacházejí četná muzea a skanzeny.
V 19. století sepsal chorvatský realistický spisovatel August Šenoa známý historický román Seljačka Buna, který se na území Záhoří odehrává.
V době existence komunistické Jugoslávie se v oblasti pořádal pochod Titovým rodným krajem, který vedl ze Záhřebu záhořskou krajinou až do jeho rodiště v Kumrovci.

### Seznam měst a opčin
- Varaždin (49 075 st.)
- Ivanec (14 434 obyv.)
- Novi Marof (13 857 obyv.)
- Krapina (12 950 obyv.)
- Zabok (9 365 obyv.)
- Bedekovčina (8.482 obyv.)
- Lepoglava (8 718 obyv.)
- Pregrada (7 165 obyv.)
- Varaždinske Toplice (6 973 obyv.)
- Sveti Križ Začretje (6 619 obyv.)
- Marija Bistrica (6 612 obyv.)
- Oroslavje (6 570 obyv.)
- Zlatar (6 506 obyv.)
- Donja Stubica (5 930 obyv.)
- Krapinske Toplice (5 744 obyv.)
- Gornja Stubica (5 726 obyv.)
- Hum na Sutli (5 476 obyv.)
- Veliko Trgovišće (5 220 obyv.)
- Bednja (4 765 obyv.)
- Konjščina (4 074 obyv.)
- Jakovlje (3 952 obyv.)
- Klanjec (3 234 obyv.)
- Zlatar Bistrica (2 830 obyv.)
- Stubičke Toplice (2 752 obyv.)

## Známé osobnosti
- Josip Broz Tito (původem z Kumrovce).
- Franjo Tuđman (původem z Velikého Trgovišće).